# 2379 Heiskanen
2379 Heiskanen је астероид главног астероидног појаса. Приближан пречник астероида је 31,60 ,
а средња удаљеност астероида од Сунца износи 3,166 астрономских јединица (АЈ).
Инклинација (нагиб) орбите у односу на раван еклиптике је 0,468 степени, а орбитални период износи 2057,748 дана (5,633 година). Ексцентрицитет орбите астероида износи 0,277.
Апсолутна магнитуда астероида износи 10,90 а геометријски албедо 0,077.
Астероид је откривен 21. септембра 1941. године.